# قائمة قرارات مجلس الأمن التابع للأمم المتحدة لعام 1977
تتضمن قائمة قرارات مجلس الأمن التابع للأمم المتحدة لعام 1977 جميع القرارات الصادرة عن مجلس الأمن التابع للأمم المتحدة خلال العام 1977.

## القائمة
| رقم القرار | الرمز            | نص القرار                         | موضوع القرار                        |
| ---------- | ---------------- | --------------------------------- | ----------------------------------- |
| 403        | S/RES/403 (1977) | نص الوثيقة على موقع الأمم المتحدة | بوتسوانا - رودسيا الجنوبية          |
| 404        | S/RES/404 (1977) | نص الوثيقة على موقع الأمم المتحدة | بنين                                |
| 405        | S/RES/405 (1977) | نص الوثيقة على موقع الأمم المتحدة | بنين                                |
| 406        | S/RES/406 (1977) | نص الوثيقة على موقع الأمم المتحدة | بوتسوانا - رودسيا الجنوبية          |
| 407        | S/RES/407 (1977) | نص الوثيقة على موقع الأمم المتحدة | ليسوتو - جنوب أفريقيا               |
| 408        | S/RES/408 (1977) | نص الوثيقة على موقع الأمم المتحدة | إسرائيل - الجمهورية العربية السورية |
| 409        | S/RES/409 (1977) | نص الوثيقة على موقع الأمم المتحدة | رودسيا الجنوبية                     |
| 410        | S/RES/410 (1977) | نص الوثيقة على موقع الأمم المتحدة | قبرص                                |
| 411        | S/RES/411 (1977) | نص الوثيقة على موقع الأمم المتحدة | موزمبيق - رودسيا الجنوبية           |
| 412        | S/RES/412 (1977) | نص الوثيقة على موقع الأمم المتحدة | قبول أعضاء جدد: جيبوتي              |
| 413        | S/RES/413 (1977) | نص الوثيقة على موقع الأمم المتحدة | قبول أعضاء جدد: فيتنام              |
| 414        | S/RES/414 (1977) | نص الوثيقة على موقع الأمم المتحدة | قبرص                                |
| 415        | S/RES/415 (1977) | نص الوثيقة على موقع الأمم المتحدة | رودسيا الجنوبية                     |
| 416        | S/RES/416 (1977) | نص الوثيقة على موقع الأمم المتحدة | مصر - إسرائيل                       |
| 417        | S/RES/417 (1977) | نص الوثيقة على موقع الأمم المتحدة | جنوب افريقيا                        |
| 418        | S/RES/418 (1977) | نص الوثيقة على موقع الأمم المتحدة | جنوب افريقيا                        |
| 419        | S/RES/419 (1977) | نص الوثيقة على موقع الأمم المتحدة | بنين                                |
| 420        | S/RES/420 (1977) | نص الوثيقة على موقع الأمم المتحدة | إسرائيل - الجمهورية العربية السورية |
| 421        | S/RES/421 (1977) | نص الوثيقة على موقع الأمم المتحدة | جنوب افريقيا                        |
| 422        | S/RES/422 (1977) | نص الوثيقة على موقع الأمم المتحدة | قبرص                                |

## المرجع
1. ↑  "Security Council Resolutions" (بالإنجليزية). الأمم المتحدة. Archived from the original on 2018-07-25. Retrieved 22 شباط / فبراير 2017. {{استشهاد ويب}}: تحقق من التاريخ في: |تاريخ الوصول= (help)